# Singapurische Badmintonmeisterschaft
Bei den Singapurischen Meisterschaften im Badminton werden die Titelträger des Landes in dieser Sportart ermittelt. schon ein Jahr zuvor starteten die ersten (inoffiziellen) Meisterschaften. In den ersten beiden Jahren wurde nur das Herreneinzel ausgespielt, 1930 wurde das Herrendoppel hinzugefügt. In den ersten drei Jahrzehnten des Championats fanden die Titelkämpfe unter der Schirmherrschaft der Malayan Badminton Association statt. Die Titel wurden an gestiftete Pokale gekoppelt: Im Herreneinzel wurde um den Aw Boon Haw Shield gespielt, im Herrendoppel um den U.C.A. Schield, im Mixed um den Clarke Cup. Die einzelnen Disziplinen einer Spielsaison wurden in dieser Zeit oft an unterschiedlichen Terminen ausgetragen, selbst einzelne Disziplinen wurde über mehrere Spielwochenenden verteilt. Erst später ging man dazu über, alle fünf Disziplinen an einem Wochenende auszutragen. Spieler wie Wong Peng Soon, Tan Chong Tee, Seah Eng Hee oder Alice Pennefather bestimmten in den ersten Jahren das nationale Spielgeschehen. International war insbesondere Wong Peng Soon erfolgreich. Im neuen Jahrtausend machte Ronald Susilo von sich reden. Seit 1965 werden Mannschaftsmeisterschaften ausgetragen.

## Titelträger
| Datum     | Herreneinzel          | Dameneinzel         | Herrendoppel                            | Damendoppel                              | Mixed                                  |
| --------- | --------------------- | ------------------- | --------------------------------------- | ---------------------------------------- | -------------------------------------- |
| 1928/29   | E. J. Vass            | nicht ausgetragen   | nicht ausgetragen                       | nicht ausgetragen                        | nicht ausgetragen                      |
| 1929/30   | E. J. Vass            | nicht ausgetragen   | nicht ausgetragen                       | nicht ausgetragen                        | nicht ausgetragen                      |
| 1930/31   | E. J. Vass            | nicht ausgetragen   | Seah Eng Liat Lim Chek Heng             | nicht ausgetragen                        | nicht ausgetragen                      |
| 1931/32   | E. J. Vass            | Alice Pennefather   | Lim Boon Guan Wee Eng Siang             | Alice Pennefather M. Lewis               | E. J. Vass J. de Souza                 |
| 1932/33   | E. J. Vass            | Alice Pennefather   | See Gim Hock Koh Keng Siang             | nicht ausgetragen                        | nicht ausgetragen                      |
| 1933/34   | Koh Keng Siang        | Ong Siew Eng        | Yeo Kian Ann Charlie Chua               | Chow Han Hua Sheh Sai Ming               | E. J. Vass J. de Souza                 |
| 1934/35   | E. J. Vass            | Alice Pennefather   | Seah Eng Hee Chan Chim Bock             | nicht ausgetragen                        | E. J. Vass J. de Souza                 |
| 1935/36   | Leow Kim Fatt         | nicht ausgetragen   | Leow Kim Fatt Lim Boon Guan             | nicht ausgetragen                        | Seah Eng Hee Waileen Wong              |
| 1936/37   | Tan Chong Tee         | nicht ausgetragen   | Seah Eng Hee Tan Chong Tee              | nicht ausgetragen                        | Leow Kim Fatt Tan Kim Lui              |
| 1937/38   | Tan Chong Tee         | Alice Pennefather   | Seah Eng Hee Tan Chong Tee              | nicht ausgetragen                        | nicht ausgetragen                      |
| 1938/39   | Wong Peng Soon        | Waileen Wong        | Wong Peng Soon Chan Chim Bock           | nicht ausgetragen                        | nicht ausgetragen                      |
| 1939/40   | Wong Peng Soon        | Waileen Wong        | Wong Chong Teck Wee Boon Hai            | nicht ausgetragen                        | Wong Peng Soon Waileen Wong            |
| 1940/41   | Tan Chong Tee         | Y. Yasuda           | Ahmad Mattar Chia Chin Soon             | nicht ausgetragen                        | Tan Chong Tee Lee Shao Meng            |
| 1941/42   | Wong Peng Soon        | Ong Siew Eng        | Wong Chong Teck Wee Boon Hai            | Chan Keng Boon Ong Siew Eng              | S. A. Durai Yoong Sook Lian            |
| 1942 1946 | nicht ausgetragen     | nicht ausgetragen   | nicht ausgetragen                       | nicht ausgetragen                        | nicht ausgetragen                      |
| 1947/48   | Wong Peng Soon        | Chung Kon Yoong     | Wong Peng Soon Wong Chong Teck          | Ng Sai Noi Chionh Hiok Chor              | Quek Keng Chuan Alice Pennefather      |
| 1948/49   | Wong Peng Soon        | Chionh Hiok Chor    | Wong Peng Soon Teoh Peng Hooi           | Helen Heng Chionh Hiok Chor              | Wong Peng Soon Waileen Wong            |
| 1949/50   | Wong Peng Soon        | Helen Heng          | Wong Peng Soon Teoh Peng Hooi           | Helen Heng Mary Sim                      | Wong Peng Soon Waileen Wong            |
| 1950/51   | Cheong Hock Leng      | Helen Heng          | Ong Poh Lim Ismail Marjan               | Helen Heng Mary Sim                      | Ong Poh Lim Alice Pennefather          |
| 1951/52   | Wong Peng Soon        | Helen Heng          | Ong Poh Lim Ismail Marjan               | Helen Heng Mary Sim                      | Ong Poh Lim Mary Sim                   |
| 1952/53   | Ong Poh Lim           | Helen Heng          | Ong Poh Lim Ismail Marjan               | Helen Heng Mary Sim                      | Ong Poh Lim Ong Siew Yong              |
| 1953/54   | Ong Poh Lim           | Helen Heng          | Ong Poh Lim Ismail Marjan               | Helen Heng Baby Low                      | Ong Poh Lim Ong Siew Yong              |
| 1954/55   | Ong Poh Lim           | Helen Heng          | Ong Poh Lim Ismail Marjan               | Helen Heng Baby Low                      | Ong Poh Lim Ong Siew Yong              |
| 1955/56   | Ong Poh Lim           | Helen Heng          | Ong Poh Lim Ismail Marjan               | Helen Heng Baby Low                      | Teoh Peng Hooi Lau Hui Huang           |
| 1956/57   | Omar bin Ibrahim      | Nancy Lim           | Ong Poh Lim Ismail Marjan               | Nancy Lim Lau Hui Huang                  | Ong Poh Lim Mary Quintal               |
| 1957/58   | Seah Lye Huat         | Nancy Lim           | Lim Say Hup Johnny Heah                 | Nancy Lim Lau Hui Huang                  | Lim Say Hup Jessie Ong                 |
| 1958/59   | Omar bin Ibrahim      | Nancy Lim           | Lim Say Hup Johnny Heah                 | Nancy Lim Lau Hui Huang                  | Lim Say Hup Jessie Ong                 |
| 1959/60   | Omar bin Ibrahim      | Long Soo Chin       | Ong Poh Lim Omar Yahya                  | Jessie Ong Nancy Ang                     | Lim Say Hup Jessie Ong                 |
| 1960/61   | Billy Ng              | Tan Gaik Bee        | Khoo Eng Huah Bobby Chee                | Cecilia Samuel Tan Gaik Bee              | Ong Poh Lim Jessie Ong                 |
| 1961/62   | Mohammed Sadali       | Lim Choo Eng        | Ong Poh Lim Lim Say Wan                 | Helen Ong Vivien Gwee                    | Ong Poh Lim Jessie Ong                 |
| 1962/63   | Wee Choon Seng        | Lim Choo Eng        | See Eng Liat Lim Chek Heng              | Luanne Lim Regina Richards               | Lim Say Wan Lim Choo Eng               |
| 1963/64   | Lim Wei Lon           | Prathin Pattabongse | Ong Poh Lim Wee Choon Seng              | Luanne Lim Woo Ti Soo                    | Ong Poh Lim Luanne Lim                 |
| 1964/65   | Woo Tew Gee           | Lim Choo Eng        | Ronnie Oon Cheong Cheng Swee            | Joyce Chauh Lim Choo Eng                 | Tan Boon Liat Nancy Sng                |
| 1965/66   | Woo Tew Gee           | Lim Choo Eng        | Ronnie Oon Cheong Cheng Swee            | Soh Chwee Liam Lim Choo Eng              | Lindy Lin Vivien Gwee                  |
| 1966/67   | Ismail Ibrahim        | Aishah Attan        | Lindy Lin Wee Soon Cheng                | Aishah Attan Lucy Chow                   | Lindy Lin Vivien Gwee                  |
| 1967/68   | Wee Choon Seng        | Lim Choo Eng        | Ronnie Oon Cheong Cheng Swee            | Nancy Sng Woo Ti Soo                     | Lindy Lin Lim Choo Eng                 |
| 1968/69   | Lee Kin Tat           | Lim Choo Eng        | Ronnie Oon Cheong Cheng Swee            | Aishah Attan Lucy Chow                   | Ismail Ibrahim Lim Choo Eng            |
| 1969/70   | Yeo Ah Seng           | Lim Choo Eng        | Ronnie Oon Cheong Cheng Swee            | Aishah Attan Lim Choo Eng                | Yeo Ah Seng Margaret Ashworth          |
| 1970/71   | Wee Kin               | Lim Choo Eng        | Lee Wah Chin Yeo Ah Seng                | Leong Kay Sine Leong Kay Peng            | Choo Sin Hua Nancy Sng                 |
| 1971/72   | Wee Kin               | Lim Choo Eng        | Low Kee Wah Ng Chor Yau                 | Lim Choo Eng Aishah Attan                | keine Daten                            |
| 1972/73   | Yeo Ah Seng           | Leong Kay Sine      | Yeo Ah Seng Ahmad Bakar                 | Leong Kay Sine Leong Kay Peng            | Richard Chee Aishah Attan              |
| 1973/74   | Syed Ahmad Bakar      | Lim Choo Eng        | Yeo Ah Seng Ng Chor Yau                 | Lim Choo Eng Cindy Cheong                | Yeo Ah Seng Lim Choo Eng               |
| 1974/75   | Lee Ah Ngo            | Leong Kay Sine      | Lee Ah Ngo Kok Peng Hon                 | Leong Kay Sine Leong Kay Peng            | Tan Khee Wee Leong Kay Peng            |
| 1975/76   | Ng Chor Yau           | Leong Kay Sine      | Kok Peng Hon Lee Wah Chin               | Leong Kay Sine Leong Kay Peng            | Tan Khee Wee Leong Kay Peng            |
| 1976/77   | Lee Ah Ngo            | Irene Lee           | Tan Khee Wee Tan Eng Han                | Peh Ah Bee Faridah Noh                   | Wee Choon Seng Peh Ah Bee              |
| 1977/78   | Tan Ban Chew          | Cindy Cheong        | Kok Peng Hon Tan Eng Han                | Leong Kay Sine Tan Chor Khiang           | Tan Khee Wee Leong Kay Sine            |
| 1978/79   | Wong Shoon Keat       | Cindy Cheong        | Kok Peng Hon Tan Eng Han                | Leong Kay Sine Tay Hoe See               | keine Daten                            |
| 1979/80   | Lee Ah Ngo            | Cindy Cheong        | Wong Shoon Keat Tan Eng Han             | Cindy Cheong Juliana Lee                 | keine Daten                            |
| 1980/81   | Lee Ah Ngo            | Tay Hoe See         | Wong Shoon Keat Chin Soon Chye          | Tay Hoe See Leong Kay Sine               | nicht ausgetragen                      |
| 1981/82   | Wong Shoon Keat       | Tay Hoe See         | Tan Khee Wee Tan Eng Han                | Leong Kay Sine Juliana Lee               | nicht ausgetragen                      |
| 1982/83   | Wong Shoon Keat       | Tay Hoe See         | Tan Khee Wee Tan Eng Han                | Ho Kam Meng Amy Goh                      | nicht ausgetragen                      |
| 1983/84   | Wong Shoon Keat       | Irene Lee           | Chia Hong Chong Kamaruddin Musa         | Choy Leng Siong Irene Lee                | nicht ausgetragen                      |
| 1984/85   | Lau Wing Cheok        | Irene Lee           | Wong Shoon Keat Wong Shoon Soo          | Choy Leng Siong Irene Lee                | nicht ausgetragen                      |
| 1985/86   | Hamid Khan            | Choy Leng Siong     | Lau Wing Cheok Hamid Khan               | Choy Leng Siong Irene Lee                | nicht ausgetragen                      |
| 1986/87   | Lau Wing Cheok        | Choy Leng Siong     | Lau Wing Cheok Hamid Khan               | Choy Leng Siong Soo Chiew Ming           | nicht ausgetragen                      |
| 1987/88   | Lau Wing Cheok        | Choy Leng Siong     | Lau Wing Cheok Hamid Khan               | Choy Leng Siong Soo Chiew Ming           | nicht ausgetragen                      |
| 1988/89   | Lau Wing Cheok        | Zarinah Abdullah    | Lau Wing Cheok Hamid Khan               | Choy Leng Siong Soo Chiew Ming           | nicht ausgetragen                      |
| 1989/90   | Hamid Khan            | Zarinah Abdullah    | Steven Loh Wong Shoon Keat              | Choy Leng Siong Irene Lee                | nicht ausgetragen                      |
| 1990/91   | Hamid Khan            | Irene Lee           | Hamid Khan Wong Shoon Keat              | Choy Leng Siong Irene Lee                | nicht ausgetragen                      |
| 1991/92   | Hamid Khan            | Irene Lee           | Hamid Khan Wong Shoon Keat              | Choy Leng Siong Irene Lee                | Hamid Khan Zarinah Abdullah            |
| 1992/93   | Donald Koh            | Zarinah Abdullah    | Hamid Khan Lim Boon Leng                | Choy Leng Siong Irene Lee                | Tan Sian Peng Choy Leng Siong          |
| 1993/94   | Hamid Khan            | Irene Lee           | Hamid Khan Lim Boon Leng                | Chin Yen Li Chin Yen Peng                | keine Daten                            |
| 1994/95   | Hamid Khan            | Ong Aili            | Hamid Khan Lim Boon Leng                | Ong Aili Chin Yen Peng                   | Lau Wing Cheok Koh Ee Boon             |
| 1995/96   | Hamid Khan            | Zanetta Li Yu       | Hamid Khan Wong Shoon Keat              | Zanetta Li Yu Chin Yen Peng              | Patrick Lau Kim Pong Chin Yen Peng     |
| 1996/97   | Tan Sian Peng         | Zarinah Abdullah    | Tan Sian Peng Patrick Lau Kim Pong      | Irene Lee Zarinah Abdullah               | Tan Sian Peng Irene Lee                |
| 1997/98   | Tan Sian Peng         | Zarinah Abdullah    | Tan Sian Peng Patrick Lau Kim Pong      | Fatimah Kumin Lim Zarinah Abdullah       | Patrick Lau Kim Pong Chin Yen Peng     |
| 1998/99   | Patrick Lau Kim Pong  | Zarinah Abdullah    | Tan Sian Peng Patrick Lau Kim Pong      | Fatimah Kumin Lim Zarinah Abdullah       | Patrick Lau Kim Pong Irene Lee         |
| 1999/2000 | Patrick Lau Kim Pong  | Fatimah Kumin Lim   | Tan Sian Peng Patrick Lau Kim Pong      | Fatimah Kumin Lim Foo Shui Yen           | Patrick Lau Kim Pong Fatimah Kumin Lim |
| 2000/01   | Lee Yen Hui Kendrick  | Fatimah Kumin Lim   | Tan Sian Peng Patrick Lau Kim Pong      | Fatimah Kumin Lim Foo Shui Yen           | Tan Sian Peng Fatimah Kumin Lim        |
| 2001 2003 | nicht ausgetragen     | nicht ausgetragen   | nicht ausgetragen                       | nicht ausgetragen                        | nicht ausgetragen                      |
| 2003/04   | Ronald Susilo         | Colleen Goh Li En   | Gerald Ho Hee Teck Lee Yen Hui Kendrick | Vanessa Neo Yu Yan Kimberley Lau May Yee | Ronald Susilo Xiao Luxi                |
| 2004/05   | Lee Yen Hui Kendrick  | Jiang Yanmei        | Ronald Susilo Lee Yen Hui Kendrick      | Jiang Yanmei Xiao Luxi                   | Chua Yong Joo Jiang Yanmei             |
| 2005 2006 | keine Daten           | keine Daten         | keine Daten                             | keine Daten                              | keine Daten                            |
| 2006/07   | Derek Wong Zi Liang   | Jill Vanessa Poo    | Chua Yong Joo Derek Wong Zi Liang       | Colleen Goh Li En Karen Yuen Ka Ying     | Derek Wong Zi Liang Tien Juan Lim      |
| 2007/08   | Ronald Susilo         | Xing Aiying         | Hendra Wijaya Hendri Kurniawan Saputra  | Yao Lei Liu Fan Frances                  | Hendri Kurniawan Saputra Li Yujia      |
| 2008 2011 | nicht ausgetragen     | nicht ausgetragen   | nicht ausgetragen                       | nicht ausgetragen                        | nicht ausgetragen                      |
| 2011/12   | Ashton Chen Yong Zhao | Liang Xiaoyu        | Hendra Wijaya Hendri Kurniawan Saputra  | nicht ausgetragen                        | Liu Yi Thng Ting Ting                  |
| 2012/13   | Huang Chao            | Xing Aiying         | Liu Yi Terry Yeo Zhao Jiang             | Fu Mingtian Shinta Mulia Sari            | Liu Yi Fu Mingtian                     |
| 2013 2018 | nicht ausgetragen     | nicht ausgetragen   | nicht ausgetragen                       | nicht ausgetragen                        | nicht ausgetragen                      |
| 2018/19   | Loh Kean Yew          | Yeo Jia Min         | Rizky Hidayat Ismail Albert Saputra     | Lim Ming Hui Citra Putri Sari Dewi       | Danny Bawa Chrisnanta Tan Wei Han      |
| 2019/20   | Jason Teh Jia Heng    | Jaslyn Hooi         | Terry Hee Loh Kean Hean                 | Jin Yujia Crystal Wong Jia Ying          | Terry Hee Crystal Wong Jia Ying        |
| 2020/21   | Jason Teh Jia Heng    | Jaslyn Hooi         | Terry Hee Loh Kean Hean                 | Bernice Lim Lim Ming Hui                 | Terry Hee Elaine Chua                  |
| 2021/22   | Vega Vio Nirwanda     | Nur Insyirah Khan   | Albert Saputra Jason Wong Guang Liang   | Crystal Wong Jia Ying Jin Yujia          | Wesley Koh Crystal Wong Jia Ying       |
| 2022/23   | Vega Vio Nirwanda     | Nur Insyirah Khan   | Nge Joo Jie Johann Prajogo              | Grace Chua Megan Lee Xinyi               | Bimo Adi Prakoso Liang Yun             |
| 2023/24   | Vega Vio Nirwanda     | Lim Ming Hui        | Kubo Junsuke Howin Wong Jia Hao         | Liang Yun Lim Ming Hui                   | Bimo Adi Prakoso Elaine Chua           |
| 2024/25   | Vega Vio Nirwanda     | Joelle Chee Jie Ya  | Loh Kean Hean Wong Jia Hao Howin        | Ong Ren Ne Thng Ting Ting                | Nge Joo Jin Heng Xiao En               |